# الدوري البلجيكي الدرجة الثانية 2013–14
الدوري البلجيكي الدرجة الثانية 2013–14 (بالفرنسية: Championnat de Belgique de football D2 2013-2014)‏ هو الموسم 98 من الدوري البلجيكي الدرجة الثانية ‏. أقيم خلال الفترة 2 أغسطس 2013 وحتى 27 أبريل 2014، وأشرف على تنظيمه الاتحاد الملكي البلجيكي لكرة القدم، وكان عدد الأندية المشاركة فيه 18، وفاز فيه نادي فيسترلو.